# Campeonato de Reservas de Ecuador
El Campeonato de Reservas de Ecuador es un torneo paralelo a la Serie A de Ecuador en el que los 16 planteles de la Serie A que obligatoriamente cuentan con un equipo de reservas compiten en el Campeonato de Reserva. Actualmente participan cerca de 400 jugadores, según los datos de la Federación Ecuatoriana de Fútbol (FEF).

## Sistema de juego
El sistema de campeonato con el que se juega en reservas está compuesto por dos etapas.
- Primera fase: los 16 equipos se dividen en dos grupos de ocho equipos cada uno por ubicicación geográfica, se juega todos contra todos en partidos de ida y vuelta (14 fechas), los cuatro mejores ubicados en cada grupo avanzan a la Liguilla final.

- Liguilla final: se juega con los ocho mejores clasficados de la Primera fase, se enfrentan todos contra todos en partidos de ida y vuelta (14 fechas), el equipo que termina en primer lugar es proclamado campeón.

El reglamento que se mantiene en el torneo de reservas faculta para que jueguen cuatro jugadores menores de 19 años, cuatro menores de 21 y tres con más de 23 años, en donde es una verdadera oportunidad para que los jóvenes deportistas sean tomados en cuenta por los entrenadores de los equipos principales. Los partidos del Campeonato de Reservas de Ecuador se han convertido en una vitrina de futbolistas juveniles y también de otros más experimentados.

## Palmarés
| Año          | Campeón                                  | Subcampeón                               |
| ------------ | ---------------------------------------- | ---------------------------------------- |
| 2010 Detalle | Universidad Católica (1)                 | El Nacional (1)                          |
| 2011 Detalle | Deportivo Quito (1)                      | Olmedo (1)                               |
| 2012 Detalle | Independiente del Valle (1)              | Deportivo Quito (1)                      |
| 2013 Detalle | Independiente del Valle (2)              | Liga Deportiva Universitaria (1)         |
| 2014 Detalle | Olmedo (1)                               | Liga Deportiva Universitaria (2)         |
| 2015 Detalle | Independiente del Valle (3)              | Liga Deportiva Universitaria (3)         |
| 2016         | No se disputó el Campeonato de Reservas. | No se disputó el Campeonato de Reservas. |
| 2017         | Independiente del Valle (4)              | Barcelona Sporting Club (1)              |
| 2018         | El Nacional (1)                          | Aucas (1)                                |
| 2019         | El Nacional (2)                          | Liga Deportiva Universitaria (4)         |
| 2020         | Cancelado por la pandemia de COVID-19.   | Cancelado por la pandemia de COVID-19.   |
| 2021 Detalle | Universidad Católica (2)                 | Orense (1)                               |
| 2022         | No se disputó el Campeonato de Reservas. | No se disputó el Campeonato de Reservas. |